# Bolbaffer gigas
Bolbaffer gigas es una especie de coleóptero de la familia Geotrupidae.

## Distribución geográfica
Habita en África.